# Samopše

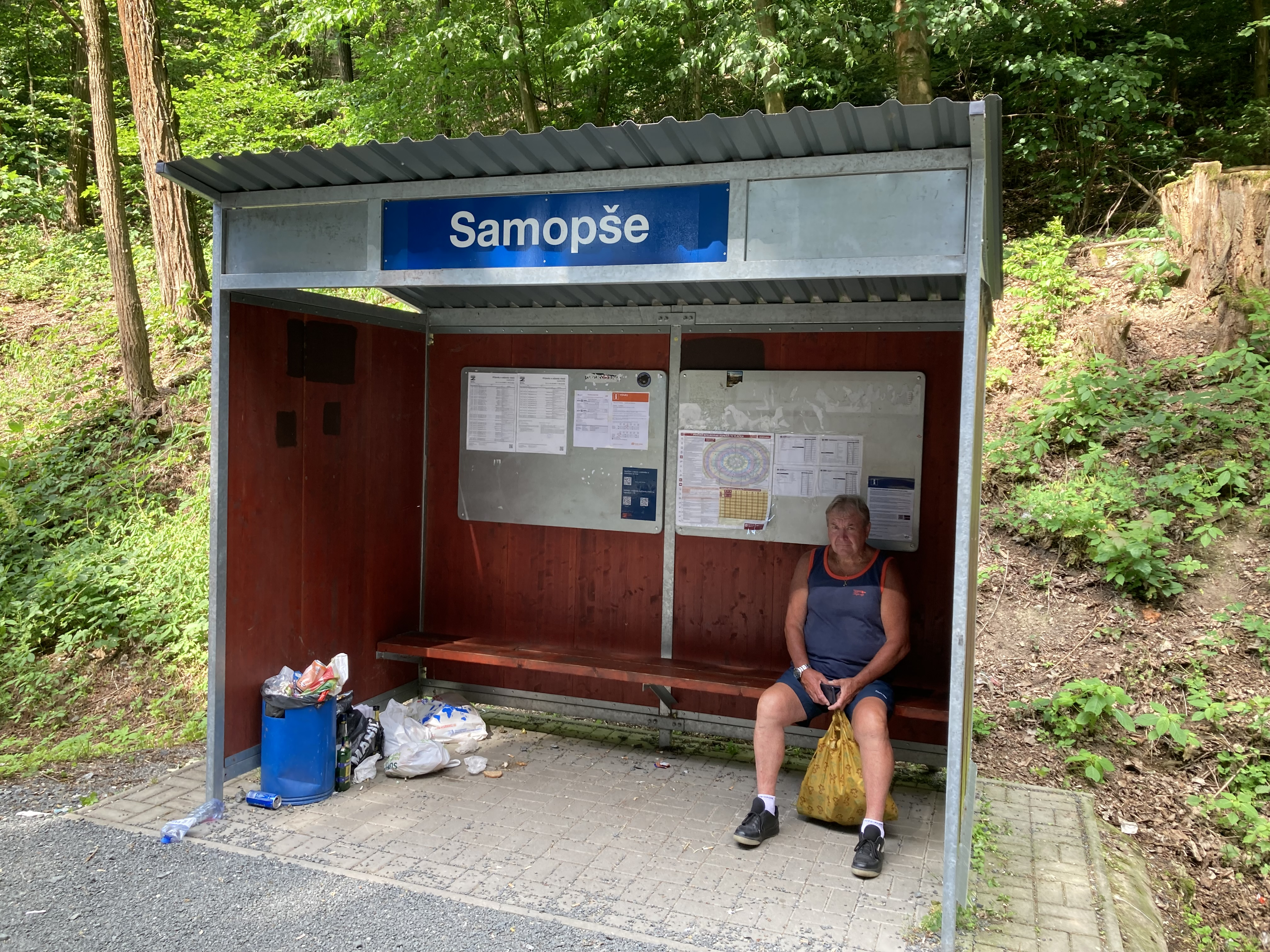
Železniční zastávka (fotografie pořízena v červnu roku 2023)

Samopše (německy Samopesch) jsou obec v okrese Kutná Hora ve Středočeském kraji. Leží asi 2,5 kilometru jihovýchodně od města Sázava. Žije v ní 213 obyvatel. Součástí obce jsou i vesnice Budín, Mrchojedy, Přívlaky a Talmberk.

## Historie
První písemná zmínka o obci pochází z roku 1297.
V obci Samopše I. díl (přísl. Mrchojedy, Přívlaky, Budín, 341 obyvatel) byly v roce 1932 evidovány tyto živnosti a obchody: družstvo pro rozvod elektrické energie Mrchojedy-Talmberk, 5 hostinců, kovář, krejčí, 2 mlýny, 2 obuvníci, 6 rolníků, 2 obchody se smíšeným zbožím, 3 trafiky.

## Obyvatelstvo
| Rok            | 1869 | 1880 | 1890 | 1900 | 1910 | 1921 | 1930 | 1950 | 1961 | 1970 | 1980 | 1991 | 2001 | 2011 | 2021 |
| -------------- | ---- | ---- | ---- | ---- | ---- | ---- | ---- | ---- | ---- | ---- | ---- | ---- | ---- | ---- | ---- |
| Počet obyvatel | 618  | 610  | 608  | 619  | 537  | 492  | 376  | 323  | 356  | 272  | 210  | 123  | 112  | 162  | 263  |
| Počet domů     | 87   | 90   | 89   | 89   | 85   | 86   | 88   | 145  | 93   | 85   | 77   | 73   | 103  | 125  | 146  |

## Obecní správa

### Územněsprávní začlenění
Dějiny územněsprávního začleňování zahrnují období od roku 1850 do současnosti. V chronologickém přehledu je uvedena územně administrativní příslušnost obce v roce, kdy ke změně došlo:
- 1850 země česká, kraj Pardubice, politický okres Kolín, soudní okres Uhlířské Janovice[7]
- 1855 země česká, kraj Čáslav, soudní okres Uhlířské Janovice
- 1868 země česká, politický okres Kutná Hora, soudní okres Uhlířské Janovice
- 1939 země česká, Oberlandrat Kolín, politický okres Kutná Hora, soudní okres Uhlířské Janovice[8]
- 1942 země česká, Oberlandrat Praha, politický okres Kutná Hora, soudní okres Uhlířské Janovice[9]
- 1945 země česká, správní okres Kutná Hora, soudní okres Uhlířské Janovice[10]
- 1949 Pražský kraj, okres Kutná Hora[11]
- 1960 Středočeský kraj, okres Kutná Hora
- 2003 Středočeský kraj, obec s rozšířenou působností Kutná Hora

### Obecní symboly
Znak a vlajka byly obci uděleny rozhodnutím předsedy Poslanecké sněmovny Parlamentu České republiky dne 14. prosince 2018.

## Doprava
Dopravní síť
- Pozemní komunikace – Do obce vedou silnice III. třídy.

- Železnice – Obcí vede železniční trať 212 Čerčany - Světlá nad Sázavou. Jedná se o jednokolejnou regionální trať, zahájení dopravy v přilehlém úseku trati bylo roku 1901.

Veřejná doprava 2011
- Autobusová doprava – Do vlastní obce nevedla žádná autobusová linka, autobusová zastávka je jenom v místní části Talmberk pro linky jedoucí v pracovní dny do Kutné Hory, Sázavy, Soběšína a Uhlířských Janovic.

- Železniční doprava – Železniční zastávkou Samopše jezdilo v pracovní dnech 14 párů osobních vlaků, o víkendu 10 párů osobních vlaků.

## Zajímavosti
Vesnice se objevuje v české hře Kingdom Come: Deliverance.